# Harry Everts
Harry Everts (Neerdeteren, 6 febbraio 1952) è un pilota motociclistico belga ritiratosi dall'attività agonistica, vincitore di quattro titoli mondiali Motocross.

## Carriera
Iniziò a correre nelle competizioni nazionali di motocross nel 1967 in sella ad una Maico 250 cm³, esordendo nel campionato mondiale nel 1973; dopo un secondo posto nel 1974, divenne per la prima volta Campione del mondo nel 1975, a bordo di una Puch da 250 cm³.
Passò in seguito a gareggiare nella categoria appena istituita della 125 cm³ e, dopo aver gareggiato per due anni per la casa motociclistica spagnola Bultaco, negli anni 1979, 1980 e 1981 ottenne tre titoli iridati consecutivi a bordo di una Suzuki, dopo una lotta in particolare con Michele Rinaldi. I suoi successi assumono un significato ed una valenza ancor più particolari se si tiene presente che da piccolo aveva sofferto di una forma di poliomielite.
Ai titoli ottenuti nelle competizioni singole vanno poi aggiunti quelli ottenuti con la squadra nazionale belga nel Motocross delle Nazioni; nel 1976 unitamente a Roger De Coster e Gaston Rahier e nel 1979 nuovamente con De Coster e André Malherbe.
Ha inoltre passato la sua passione per questa disciplina del motociclismo al figlio Stefan divenuto in seguito il recordman assoluto per titoli mondiali vinti, dieci.
Dopo il ritiro dall'agonismo attivo ha aperto una scuola di pilotaggio a Benicasim in Spagna.